# Estação Sainz de Baranda
Sainz de Baranda é uma estação da Linha 6 e Linha 9 do Metro de Madrid.

## História
A estação foi aberta ao público em 11 de outubro de 1979 quando foi inaugurado o trecho entre as estações Cuatro Caminos - Pacífico da Linha 6. Em 31 de janeiro de 1980 foi inaugurada a primeira seção da Linha 9 juntamente com a Estação Sainz de Baranda.